# 熊维平
熊维平（1956年11月—），江西南昌人，中国共产党及中华人民共和国官员。

## 生平

### 早年经历
1971年9月，正值文化大革命期间，初中毕业的熊维平进入江西汽车水箱厂当工人。1973年9月，获推荐进入江西冶金学院（现江西理工大学）矿业系选矿专业学习，成为工农兵学员。1976年6月加入中国共产党。1976年毕业后，1976年10月被分配到中华人民共和国冶金工业部下属的南昌有色冶金设计院工作。1980年9月考入中南矿冶学院矿山系选矿专业攻读硕士研究生。1983年4月在获硕士学位后留校任教，任矿物工程系数模教研室教师。1984年3月至1988年3月，在中南工业大学（现中南大学）矿物工程系矿物工程专业攻读博士学位，获得工学博士学位。
1988年3月，熊维平出任共青团湖南省委副书记、党组副书记，开启从政之路。1990年12月，出任全国青联常委，湖南省青联主席。1993年7月，回到中南工业大学，担任校长助理兼国际经贸学院院长。1994年2月，升任副校长，兼国际经贸学院院长、经济管理学院院长。1994年10月至1996年10月间，在北京大学经济学博士后流动站在职从事中国证券市场国际化问题研究，师从经济学家厉以宁教授。1997年7月，出任中南工业大学常务副校长，并继续兼国际经贸学院院长、经济管理学院院长。熊维平是享受国务院政府特殊津贴的专家，1998年被中华人民共和国人事部批准为“国家有突出贡献的中青年专家”。

### 央企历练
1998年11月起，熊维平任中国铜铅锌集团公司筹备组成员，参与筹备中国铜铅锌集团公司。1999年8月，出任中国铜铅锌集团公司副总经理、党组成员。2000年8月，调任中国铝业公司筹备组成员，协助郭声琨筹组中国铝业公司。2001年2月，出任中国铝业公司副总经理、党组成员（2004年4月升任党组副书记）。2001年9月起，兼任中国铝业股份有限公司董事、高级副总裁（2004年5月升任总裁）。其间，2005年3月到2006年1月在中央党校一年制中青年干部培训班学习。2006年6月，调任香港中旅（集团）有限公司副董事长、总经理、党委副书记，兼香港中旅国际投资有限公司董事局副主席、总经理。2009年2月，熊维平回到中国铝业公司，接任党组书记、总经理，2009年5月起兼任中国铝业股份有限公司董事长、首席执行官。2009年5月26日，当选为中国铝业股份有限公司第三届董事会董事长。2011年4月，当选为中国有色金属工业协会副会长。2012年11月，在中共十八大上，熊维平当选中央纪律检查委员会委员。2013年10月，任中国铝业公司董事长、党组书记，中国铝业股份有限公司董事长。2014年10月，不再担任中铝公司董事长、党组书记职务。
2014年11月6日，出任国务院国有重点大型企业监事会主席（副部长级）。分管第03办事处，负责对中国石油化工集团公司、国家电力投资集团公司、中国华录集团有限公司履行监督职责。